# Gluecifer
Gluecifer es una banda de rock and roll de Oslo, Noruega, formada en 1994

## Biografía
La formación original tenía en sus filas al vocalista Biff Malibu, el guitarrista Captain Poon, el bajista Jon Average y el batería Glueros Bagfire (Euroboys, Kare and the cavemen). Años más tarde se unirían a la banda Raldo Useless (guitarra, ex Turbonegro, The lust-o-rama), Danny Young (batería) y Stu Manx (bajo, ex Yum Yums)
Después de un puñado de singles, en 1997 grabaron su primera larga duración "Ridin' the Tiger" (que lo editó el legendario sello White Jazz).
La banda se separó en otoño de 2005 tras una gira de despedida que les trajo por España, Alemania y Escandinavia.

## Miembros

### Última formación
- Biff Malibu (Frithjof Jacobsen)- Voz (1994 - 2005)
- Captain Poon (Arne Skagen) - Guitarra (1994 - 2005)
- Raldo Useless (Rolf Yngve Uggen) - Guitarra (1996 - 2005)
- Stu Manx (Stig Amundsen) - Bajo (1998 - 2005)
- Danny Young - Batería (1997 - 2005)
- El Igarki -trombonista ocasional

### Miembros anteriores
- Sindre Wexelsen Goksøyr - Guitarra (1994-1996)
- Glueros Bagfire (Anders Møller) - Batería (1994-1997)
- Jon Average - Bajo (1994-2000)

-Los Mapaches(Coristas).

## Discografía
Álbumes
- Head to head boredom (1994)
- Ninteen inches of rock (1996)
- Ridin' the Tiger (1997)
- Soaring With The Eagles At Night To Rise With The Pigs In The Morning (1998)
- Tender is the savage (2000)
- Basement apes (2002)
- Automatic thrill (2004)

Sencillos
- God's Chosen Dealer (7") (1995)
- Leather chair (7") (1997)
- Shitty city (7") (1997)
- Dambuster (7") (1997)
- Mano a mano (7") (1998)
- Lard Ass Hagen (7") (1998)
- Get the horn (7") (1998)
- The year of manly living (7") (1998)
- Boiler trip (7") (1998)
- Get That Psycho Out Of My Face (7") (1999)
- Split with The Murder City Devils (7") (1999)